# Granulomatöse Meningoenzephalitis
Die Granulomatöse Meningoenzephalitis ist eine bei Haushunden gelegentlich vorkommende, weltweit verbreitete Entzündung der Hirnhaut und des Gehirns (Meningoenzephalitis). Betroffen sind in Europa vor allem Hunde mittleren bis hohen Alters.

## Pathologie
Die Ursache der Erkrankung ist ungeklärt. Betroffen ist vor allem das Stammhirn, selten das Großhirn oder der Sehnerv. Pathologisch ist die Erkrankung durch um die Blutgefäße lokalisierte granulomatöse Entzündungsherde gekennzeichnet, in denen vor allem Histiozyten, in geringerem Ausmaß auch Lymphozyten, neutrophile und eosinophile Granulozyten angetroffen werden.

## Klinisches Bild
Die Ausprägung der Krankheitssymptome und dem Grad der neurologischen Ausfälle variiert je nach Lokalisation. 
Bei der häufigsten Form, der Stammhirnerkrankung, zeigen sich Ausfälle der Hirnnerven (vor allem Fazialislähmung, Glossopharyngeuslähmung), Störungen der Motorik durch Schädigung der motorischen Bahnen und auch Überempfindlichkeit (Hyperästhesie) im Halsbereich. Bei Schädigung des Sehnervs können Sehverlust bis zur Blindheit und eine Reduktion oder ein Ausfall des Pupillenreflexes auftreten.

## Diagnose
Die Erkrankung ist klinisch nicht von anderen Stammhirnentzündungen abzugrenzen. Insbesondere Infektionskrankheiten wie Staupe, Tollwut, Pseudowut, Neosporose und Toxoplasmose müssen ausgeschlossen werden, da diese beim Hund häufig ebenfalls mit einer Stammhirnsymptomatik einhergehen. 
Im Liquor cerebrospinalis finden sich hohe Zellzahlen mit über 500 Zellen/µl (Pleozytose).
Eine sichere Diagnose kann nur pathologisch erstellt werden, unter Umständen auch anhand von Bioptaten von Entzündungsherden, die allerdings am lebenden Tier schwierig zu gewinnen sind.

## Therapie
Eine kausale Therapie existiert nicht, da die Krankheitsursache nicht bekannt ist. Bevor ein Therapieversuch unternommen wird, sollten alle infektiösen Erkrankungen ausgeschlossen werden, da sie durch den Behandlungsversuch verschlimmert werden oder, im Fall von Tollwut, die Behandlung tierseuchenrechtlich verboten ist.
Die Prognose für eine Heilung sind schlecht. Am erfolgversprechendsten für eine Verzögerung des Krankheitsverlaufs und damit für die Lebensverlängerung ist die immunsuppressive Verabreichung von Glukokortikoiden. Auch Bestrahlung oder Chemotherapie sind als Therapieempfehlung beschrieben.